# 今治市立大西小学校
今治市立大西小学校（いまばりしりつ おおにししょうがっこう）は、愛媛県今治市にある公立小学校。

## 沿革
- 2005年（平成17年）1月16日 - 小学校の立地する越智郡大西町が今治市（旧）等と合併したのに伴い、今治市立大西小学校と改称。

## 周辺
- 今治市立大西中学校
- 大西郵便局
- 今治市大西支所（旧大西町役場）

## アクセス
- JR予讃線 大西駅から西へ700m
- せとうちバス 大西支所前にて下車
- 愛媛県道15号大西波止浜港線沿い

## 通学区域が隣接している学校
- 今治市立亀岡小学校
- 今治市立菊間小学校
- 今治市立九和小学校
- 今治市立乃万小学校
- 今治市立波方小学校